# Ефиалт
Вижте пояснителната страница за други личности с името Ефиалт.
Ефиалт (на гръцки: Ἐφιάλτης) (средата на V век пр.н.е.) е древен атински политик, инициирал реформи в управлението на полиса, които водят до разцвет на атинската демокрация.
Изразявайки интересите на демократическите кръгове в Атина, той призовава за раздяла със Спарта, за самостоятелна политика на Атина. Избран за стратег около 465, Ефиалт се противопоставя на изпращането на атински контингент под командването на Кимон, за да окаже помощ на Спарта при потушаване на въстание на илотите. Спартанците обаче отказват помощта и възмущението от това е в полза на Ефиалт, който през 462 пр.н.е. провежда реформи, които намаляват властта на Ареопага, традиционният бастион на аристокрацията. Под разпоредбите му остават само въпросите, свързани с предумишлени убийства и религиозните престъпления. За сметка на това нараства ролята на Еклесията, Булето и съдилищата. За върховен съдия във всички дела, засягащи държавата или отделните граждани, се признава самият демос. Съпротивата срещу реформите намира израз в убийството на Ефиалт (461 пр.н.е.). Въпреки това политическата система продължава да се променя в посока на демократични промени. Въведена е институцията „графе параномон“ – жалба против нарушаването на закона, която се изразява в правото на всеки да подаде жалба срещу предложения, постъпили в народното събрание, или срещу вече приети постановления, когато те противоречат на съществуващите закони или е във вреда на държавата.:с. 152 Реформите включват внимателното наблюдение и контрол на държавните чиновници и на съдебните функции в съденето на държавни престъпници. Въвежда се заплащане за публичните държавни чиновници, намалява се имуществения ценз за постъпване на служба и се въвежда дефиниция на гражданство.
Съратник и последовател на политиката на Ефиалт е Перикъл.